# Manfred Bönig
Manfred Bönig (* 1941 in Hamburg) ist ein deutscher Pastor und Evangelist.
Nach der vergleichsweise späten Berufung (zuvor war er Exportkaufmann) studierte Bönig von 1970 bis 1974 Theologie am Theologischen Seminar der Pilgermission St. Chrischona und wurde anschließend Pastor einer freikirchlichen Gemeinde in Hamburg-Wilhelmsburg. Verschiedene Stationen der Gemeindearbeit folgten (Hittfeld, Norderstedt, Schneverdingen und Tostedt).
Seit 1980 ist er zusätzlich als Evangelist in verschiedenen Ländern Europas und Afrikas unterwegs. Von 1980 bis 1990 leitete er die Zeltmission des Bundes Freier evangelischer Gemeinden. Danach wurde Bönig Evangelisationsbeauftragter der Stiftung Freie evangelische Gemeinde in Norddeutschland (FeGN). Neben zahlreichen Buchveröffentlichungen ist Bönig regelmäßiger Autor für den Evangeliums-Rundfunk.
Manfred Bönig ist verheiratet und hat drei Kinder.

## Veröffentlichungen (Auswahl)
- Schrittweise ins neue Leben. Neuhausen-Stuttgart: Hänssler, 1992, 4. Aufl. ISBN 3-7751-1169-7
- Im Bannkreis dämonischer Mächte. Wuppertal: R. Brockhaus, 1991, 3. Aufl. ISBN 3-417-24069-7
- Ein Ziel haben. Wuppertal: R. Brockhaus, 1991, 2. Aufl. ISBN 3-417-20433-X
- Geschenktes Glück: Wie Ehe ein Erfolg wird. Neuhausen-Stuttgart: Hänssler, 1988 ISBN 3-7751-1239-1
- Die Zukunft planen. Neuhausen-Stuttgart: Hänssler, 1984 ISBN 3-7751-0949-8
- Über den Augenblick hinaus: Alltag zwischen Traum u. Wirklichkeit. Neuhausen-Stuttgart: Hänssler, 1983 ISBN 3-7751-0813-0
- Gott zieht Bilanz: Die Sendschreiben der Offenbarung. Frutigen: Trachsel, 1982 ISBN 3-7271-0071-0
- Wir haben die Welt erobert: Die Mitarbeiter des Apostels Paulus. Witten: Bundes-Verl., 1980 ISBN 3-8137-2224-4
- Adel verpflichtet: Kritische Anfragen an den Glaubensalltag. Witten: Bundes-Verl., 1977 ISBN 3-87114-127-5